# Pauropus argentinensis
Pauropus argentinensis är en mångfotingart som beskrevs av Hansen 1901. Pauropus argentinensis ingår i släktet grovfåfotingar, och familjen fåfotingar. Inga underarter finns listade i Catalogue of Life.